# Liste des œuvres de Joseph-Hugues Fabisch

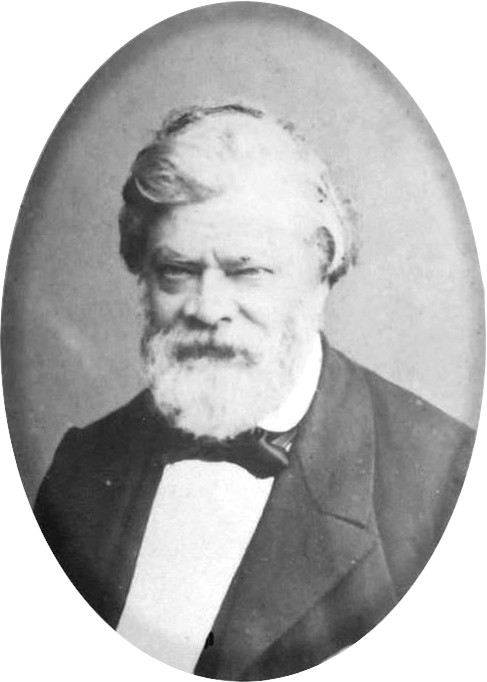
Portrait de Joseph-Hugues Fabisch.

Le tableau suivant est une liste des œuvres réalisées par le sculpteur Joseph-Hugues Fabisch et son atelier au cours du XIXe siècle.

## Sculptures
| Titre | Année                                           | Lieu | Matériau          | Dimensions      | Image |
| --- | ----------------------------------------------- | --- | ----------------- | --------------- | ----- |
| Pietà | 1838                                            | Église Notre-Dame de Saint-Étienne                                                                             |                   |                 |       |
| Magnificat | 1843                                            | Église Saint-Joseph de Tassin-la-Demi-Lune                                                                     | marbre            |                 |       |
| Vierge à l'Enfant | 1844                                            | Église Notre-Dame Saint-Louis de Lyon                                                                          | marbre            |                 |       |
| Tombeau de l'abbé Détard | 1845                                            | Cimetière de Loyasse                                                                                           |                   |                 |       |
| Buste de Jean-Jacques de Boissieu | 1847                                            | Musée des Beaux-Arts de Lyon                                                                                   |                   |                 |       |
| Jésus chez Marthe et Marie | 1850                                            | Chapelle de l'Hôtel-Dieu de Lyon                                                                               | marbre            |                 |       |
| La Résurrection de Lazare | 1850                                            | Chapelle de l'Hôtel-Dieu de Lyon                                                                               | marbre            |                 |       |
| Vierge à l'Enfant | 1851                                            | Église Saint-Polycarpe de Lyon                                                                                 | marbre            |                 |       |
| Virgo Virginum (autel de la chapelle de la Vierge) | 1851                                            | Église Saint-Polycarpe de Lyon                                                                                 | marbre            |                 |       |
| Chemin de croix | 1851                                            | Église Saint-Polycarpe de Lyon (non localisé)                                                                  |                   |                 |       |
| Vierge | 1851                                            | Chapelle Saint-Thomas de Lyon                                                                                  |                   |                 |       |
| Autel | 1852                                            | Basilique Saint-Martin d'Ainay (absidiole Saint-Benoît)                                                        |                   |                 |       |
| Notre-Dame de Pitié, | 1853                                            | Chapelle de l'Hôtel-Dieu de Lyon                                                                               | marbre            |                 |       |
| Jésus dans les bras de sa Mère, d'après le tympan de Jacques Mimerel détruit en 1793 ,                                                                                    | 1854                                            | Chapelle de l'Hôtel-Dieu de Lyon                                                                               |                   |                 |       |
| Béatrix, muse de Dante | 1854                                            | Musée des Beaux-Arts de Lyon                                                                                   | marbre            |                 |       |
| Buste de Gabriel Prunelle | 1854                                            | Hôtel de ville de Lyon (salon de la Conservation)                                                              | marbre            |                 |       |
| La Paix, la Guerre | 1854                                            | Pavillon Le Rectangle de la place Bellecour (Lyon)                                                             |                   |                 |       |
| Vierge à l'Enfant | 1855                                            | Église Notre-Dame-Saint-Vincent de Lyon                                                                        | marbre            |                 |       |
| Buste de François Artaud | 1855                                            | Musée des Beaux-Arts de Lyon                                                                                   | marbre            |                 |       |
| Vierge à l'Enfant, | 1855                                            | Maison Blanchon (Lyon 5e, quai Fulchiron, place Benoît-Crépu)                                                  | pierre            |                 |       |
| Médaillon de Louis XIII d'après Warin | 1855                                            | Hôtel de ville de Lyon                                                                                         | bronze            |                 |       |
| Médaillon de Henri IV d'après Warin | 1855                                            | Hôtel de ville de Lyon                                                                                         | bronze            |                 |       |
| Médaillon de Louis XIV d'après Warin | 1855                                            | Hôtel de ville de Lyon                                                                                         | bronze            |                 |       |
| Médaillon de Anne d'Autriche d'après Warin | 1855                                            | Hôtel de ville de Lyon                                                                                         | bronze            |                 |       |
| La Justice et La Vérité | 1855                                            | Hôtel de ville de Lyon (façade ouest, acrotère nord)                                                           | pierre            |                 |       |
| Hercule | 1855                                            | Hôtel de ville de Lyon (balustrade façade ouest)                                                               | pierre            |                 |       |
| Tombeau du maître-autel | 1856                                            | Église Saint-Polycarpe de Lyon                                                                                 |                   |                 |       |
| Maître-autel, d'après Tony Desjardins | 1857                                            | Église Saint-Pierre-aux-Liens de Vaise                                                                         | marbre            |                 |       |
| L'Europe | 1857                                            | Palais de la Bourse (Lyon)                                                                                     | pierre            |                 |       |
| L'Asie | 1857                                            | Palais de la Bourse (Lyon)                                                                                     | pierre            |                 |       |
| L'Afrique | 1857                                            | Palais de la Bourse (Lyon)                                                                                     | pierre            |                 |       |
| L'Amérique | 1857                                            | Palais de la Bourse (Lyon)                                                                                     | pierre            |                 |       |
| Assomption | 1857                                            | Église Saint-François-de-Sales de Lyon                                                                         | marbre            |                 |       |
| La Fille de Jephté | 1857                                            | Musée Granet                                                                                                   | marbre            |                 |       |
| Maître-autel | 1857                                            | Église du Sacré-Cœur de Bourbon-Lancy (initialement église des Ursulines)                                      | pierre blanche    |                 |       |
| Rebecca (médaille d'or au Salon de Paris en 1861) | 1858 (plâtre), 1859 (marbre)                    | Musée du Havre (détruite lors d'un bombardement en 1945)                                                       | marbre            |                 |       |
| Sainte Anne | 1859                                            | Église Saint-Nizier de Lyon                                                                                    |                   |                 |       |
| Saint Joachim | 1859                                            | Église Saint-Nizier de Lyon                                                                                    |                   |                 |       |
| Saint Nizier | 1859                                            | Église Saint-Nizier de Lyon                                                                                    |                   |                 |       |
| Le Sauveur, | 1859                                            | Église Saint-Polycarpe de Lyon                                                                                 | marbre            |                 |       |
| L'Immaculée Conception, | 1859                                            | Église de l'Immaculée-Conception de Lyon                                                                       | marbre            |                 |       |
| Devant d'autel La Sainte Famille | 1859                                            | Église Saint-François-de-Sales de Lyon (chapelle Saint-Joseph)                                                 | marbre            |                 |       |
| Devant d'autel Les Disciples d'Emmaüs | 1859                                            | Église Saint-François-de-Sales de Lyon (chapelle Saint François de Sales)                                      | marbre            |                 |       |
| Statue de la Vierge | 1859                                            | Église Notre-Dame de Saint-Étienne                                                                             | pierre            |                 |       |
| Statue de saint Irénée | 1859                                            | Église Notre-Dame de Saint-Étienne                                                                             | pierre            |                 |       |
| Statue de saint Étienne | 1859                                            | Église Notre-Dame de Saint-Étienne                                                                             | pierre            |                 |       |
| Statue de saint Paul | 1859                                            | Église Notre-Dame de Saint-Étienne                                                                             | pierre            |                 |       |
| Statue de saint Pierre | 1859                                            | Église Notre-Dame de Saint-Étienne                                                                             | pierre            |                 |       |
| Tympan Le Christ en majesté | 1860                                            | Basilique Saint-Martin d'Ainay                                                                                 | pierre            |                 |       |
| Tympan du miracle du pin abattu sur saint Martin | 1860                                            | Basilique Saint-Martin d'Ainay                                                                                 | pierre            |                 |       |
| Autel Pentecôte ou Couronnement de la Vierge (chapelle de la Vierge) | 1860                                            | Basilique Saint-Martin d'Ainay                                                                                 | marbre            |                 |       |
| Autel (chapelle du Sacré-Cœur), | 1860                                            | Église Saint-Polycarpe de Lyon                                                                                 |                   |                 |       |
| Saint Pierre | 1860                                            | Rue Paul-Chenavard, Place Meissonnier                                                                          | pierre            |                 |       |
| Notre-Dame de la Roche | 1861                                            | Sanctuaire Notre-Dame de la Roche des Sauvages                                                                 | pierre            |                 |       |
| Saint Maurice à cheval | 1861                                            | Église Saint-Maurice de Couzon-au-Mont-d'Or                                                                    | pierre            |                 |       |
| Buste de Frédéric Ozanam | 1862                                            | Académie des sciences, belles-lettres et arts de Lyon (appartient au Musée des Beaux-Arts de Lyon)             | marbre            |                 |       |
| Statue de la muse Polymnie | 1862 (remplacée par une copie en fonte en 1912) | Opéra de Lyon                                                                                                  | pierre            |                 |       |
| Statue de la muse Euterpe | 1862 (remplacée par une copie en fonte en 1912) | Opéra de Lyon                                                                                                  | pierre            |                 |       |
| Vierge à l'Enfant (tympan) | 1863                                            | Basilique Saint-Bonaventure de Lyon                                                                            |                   |                 |       |
| Chemin de croix composé de 14 croix en bois et une croix monumentale en terre cuite                                                                                       | 1863                                            | Jardin du Rosaire (Fourvière), dégradé au fil du temps, remplacé en 1878 par des stèles d'un auteur inconnu    |                   |                 |       |
| Chemin du Rosaire : modèle à l'échelle 1 de la première station, Vierge de l'Annonciation                                                                                 | 1864                                            | Musée d'art religieux de Fourvière                                                                             | plâtre            | 50 x 45 x 15 cm |       |
| Chemin du Rosaire composé de 15 édicules dessinés par Pierre Bossan, ; il présentait 15 mystères du Rosaire, 5 joyeux, 5 douloureux et 5 glorieux                         | 1864                                            | Jardin du Rosaire (Fourvière), dégradé au fil du temps, disparu                                                | terre cuite       |                 |       |
| Cariatides de la maison Vidal, à gauche une femme tenant une navette et des échevaux de soie représente L'Industrie lyonnaise, à droite un Mercure représente Le Commerce | 1864                                            | Rue du Président-Édouard-Herriot au numéro 38                                                                  |                   |                 |       |
| Autel et degré en bois | 1864                                            | Église Notre-Dame de Feurs, provenant de la chapelle du château de Boubée                                      | marbre et bois    |                 |       |
| Notre-Dame de Lourdes | 1865                                            | Grotte de Massabielle                                                                                          | marbre de Carrare |                 |       |
| Vierge à l'Enfant | 1865                                            | Basilique de l'Immaculée-Conception de Lourdes (crypte)                                                        | marbre            |                 |       |
| Tympan | 1865                                            | Maison-mère des Sœurs de Saint Charles, montée des Carmélites à Lyon                                           |                   |                 |       |
| Tympan | 1865                                            | Tympan de la chapelle du Lycée Notre-Dame-de-Mongré à Villefranche-sur-Saône                                   |                   |                 |       |
| Chaire | 1866                                            | Basilique Saint-Martin d'Ainay (détruite, restent quatre panneaux)                                             | marbre            |                 |       |
| Sainte Catherine | 1866                                            | Place des Terreaux (angle rues d'Algérie et Sainte-Marie des Terreaux)                                         | pierre            |                 |       |
| Vierge | 1867                                            | Primatiale Saint-Jean de Lyon                                                                                  |                   |                 |       |
| Ange Gabriel | 1867                                            | Primatiale Saint-Jean de Lyon                                                                                  |                   |                 |       |
| Père Éternel | 1867                                            | Primatiale Saint-Jean de Lyon                                                                                  |                   |                 |       |
| La Douleur chrétienne | 1868                                            | Cimetière de Loyasse (tombe Monnier)                                                                           | marbre            |                 |       |
| Le Printemps | 1868                                            | Orangerie du parc de la Tête-d'Or (originellement place Carnot)                                                | marbre            |                 |       |
| L'Été | 1868                                            | Orangerie du parc de la Tête-d'Or (originellement place Carnot)                                                | marbre            |                 |       |
| Vierge à l'Enfant, | 1869                                            | Basilique Saint-Bonaventure de Lyon (chapelle de la Vierge)                                                    |                   |                 |       |
| Buste de Ludovic Penin | 1869                                            | Musée des Beaux-Arts de Lyon                                                                                   | bronze            |                 |       |
| Croix des Prêtres | 1870                                            | Cimetière de Saint-Genis-Laval                                                                                 | pierre            |                 |       |
| Chaire à prêcher | 1870                                            | Église du Saint-Nom-de-Jésus (Lyon)                                                                            | pierre            |                 |       |
| Autel du Rosaire, d'après le Dr Fèvre | 1870                                            | Église du Saint-Nom-de-Jésus (Lyon)                                                                            |                   |                 |       |
| Vierge, réduction de celle de Fourvière | 1872                                            | Chapelle de la Notre-Dame-de-la-Citadelle (Chalon-sur-Saône)                                                   | pierre            |                 |       |
| Vierge à l'Enfant | entre 1872 et 1875                              | Église Saint-Denis-de-la-Croix-Rousse de Lyon                                                                  | plâtre            |                 |       |
| Sacré-Cœur | entre 1872 et 1875                              | Église Saint-Denis-de-la-Croix-Rousse de Lyon                                                                  | plâtre            |                 |       |
| Saint Joseph | 1872                                            | Église Saint-Denis-de-la-Croix-Rousse de Lyon                                                                  |                   |                 |       |
| Saint Denis | 1872                                            | Église Saint-Denis-de-la-Croix-Rousse de Lyon                                                                  |                   |                 |       |
| Médaillon du tombeau d'Auguste Lehmann | 1872                                            | Cimetière de Loyasse                                                                                           | marbre            |                 |       |
| Saint Bruno, d'après le marbre de Jean-Antoine Houdon (basilique Santa Maria degli Angeli e dei Martiri),                                                                 | 1875                                            | Église Saint-Bruno-les-Chartreux de Lyon (façade)                                                              | pierre            |                 |       |
| Vierge au Sacré-Cœur, | 1875                                            | Église Sainte-Croix de Lyon                                                                                    | marbre            |                 |       |
| Bas-relief en pied de Mgr Ginoulhiac, d'après Tony Desjardins | 1876                                            | Primatiale Saint-Jean de Lyon                                                                                  | pierre            |                 |       |
| Vierge-Mère | 1877                                            | Église de la Rédemption de Lyon                                                                                |                   |                 |       |
| Sacré-Cœur | 1877                                            | Église Saint-Paul de Lyon                                                                                      |                   |                 |       |
| Apparition à la bienheureuse Marie Alacoque | 1877                                            | Chapelle de l'Hôtel-Dieu de Lyon                                                                               | marbre            |                 |       |
| Devant d'autel représentant saint Jean appuyé sur le cœur du Christ | 1878                                            | Chapelle de l'Hôtel-Dieu de Lyon                                                                               | marbre            |                 |       |
| Chaire à prêcher | 1878                                            | Église de la Rédemption de Lyon                                                                                |                   |                 |       |
| Vierge à l'Enfant | 1881                                            | Église Saint-Bruno-les-Chartreux de Lyon                                                                       |                   |                 |       |
| Saint Joseph | 1881                                            | Basilique Saint-Martin d'Ainay                                                                                 | marbre            |                 |       |
| Saint Joseph | 1882                                            | Église Saint-Bruno-les-Chartreux de Lyon                                                                       |                   |                 |       |
| Saint Irénée | 1882                                            | Église Saint-Bruno-les-Chartreux de Lyon                                                                       |                   |                 |       |
| Fonts baptismaux | 1883                                            | Basilique Saint-Martin d'Ainay                                                                                 | marbre            |                 |       |
| Autel avec relief La Mort de saint Joseph | 1885                                            | Église Saint-Charles de Serin                                                                                  | marbre            |                 |       |
| Statue de saint Joseph | 1885                                            | Église Saint-Charles de Serin                                                                                  | marbre            |                 |       |
| Cariatides | 1885                                            | Cimetière de Loyasse (mausolée Ausias, allée 12)                                                               | marbre            |                 |       |
| Vierge à l'Enfant | 1886                                            | Église Notre-Dame-du-Bon-Secours de Lyon                                                                       |                   |                 |       |
| Sacré-Cœur | 1886                                            | Église Notre-Dame-du-Bon-Secours de Lyon                                                                       |                   |                 |       |
| Vierge à l'Enfant, anciennement dans le passage d'Hôtel-Dieu | ???                                             | Église de la Sainte-Trinité de Lyon                                                                            |                   |                 |       |
| Saint Pierre | ???                                             | rue Paul-Chenavard, rue Constantine                                                                            |                   |                 |       |
| Portrait d'Hippolyte Flandrin | ???                                             | Palais Saint-Pierre de Lyon                                                                                    |                   |                 |       |
| Tympans recto verso de la porte de la sacristie | ???                                             | Basilique Saint-Martin d'Ainay                                                                                 |                   |                 |       |
| Saint Jean | ???                                             | Façade du presbytère de la basilique Saint-Martin d'Ainay                                                      |                   |                 |       |
| Vierge | ???                                             | Anciennement sur la façade du presbytère de la basilique Saint-Martin d'Ainay (volée au début des années 2000) |                   |                 |       |
| Demi-chapiteaux complétant ceux du XIIe siècle | ???                                             | Baptistère de la basilique Saint-Martin d'Ainay                                                                |                   |                 |       |
| Vierge et saint Joseph | ???                                             | Baptistère de la basilique Saint-Martin d'Ainay                                                                |                   |                 |       |
| Vierge | ???                                             | Église Saint-Martin de Chasselay                                                                               |                   |                 |       |
| Saint Joseph | ???                                             | Église Saint-Martin de Chasselay                                                                               |                   |                 |       |
| Deux statues de femmes | ???                                             | En bas de l'escalier du château de la Bachasse                                                                 |                   |                 |       |
| L'Adoration des bergers | ???                                             | Chapelle de la Nativité de Notre-Dame de la Roche (Les Sauvages)                                               |                   |                 |       |

## Médailles
| Titre                                                                                                 | Année | Matériau | Dimensions | Image |
| --- | ----- | -------- | ---------- | ----- |
| Médaille Inauguration de la statue de la Vierge de Notre-Dame de Fourvière, dessin, avec Marius Penin | 1852  | cuivre   | 41,5 mm    |       |
| Médaille de la pose de la première pierre de la Basilique de Fourvière, dessin, avec Alexandre Poncet | 1872  | bronze   | 68,7 mm    |       |
| Médaille commémorative du Vœu de Lyon à Notre-Dame de Fourvière, pendant la guerre, dessin            | 1874  |          |            |       |
| Jeton de la Chambre de Commerce de Lyon, dessin, avec Ludovic Penin                                   | 1880  | argent   | 37,7 mm    |       |
| Jeton de la Société de Géographie de Lyon, dessin                                                     | 1881  | argent   | 40 mm      |       |